# Oncidium altissimum
Oncidium altissimum är en orkidéart som först beskrevs av Nikolaus Joseph von Jacquin, och fick sitt nu gällande namn av Olof Swartz. Oncidium altissimum ingår i släktet Oncidium och familjen orkidéer. Inga underarter finns listade i Catalogue of Life.

## Bildgalleri

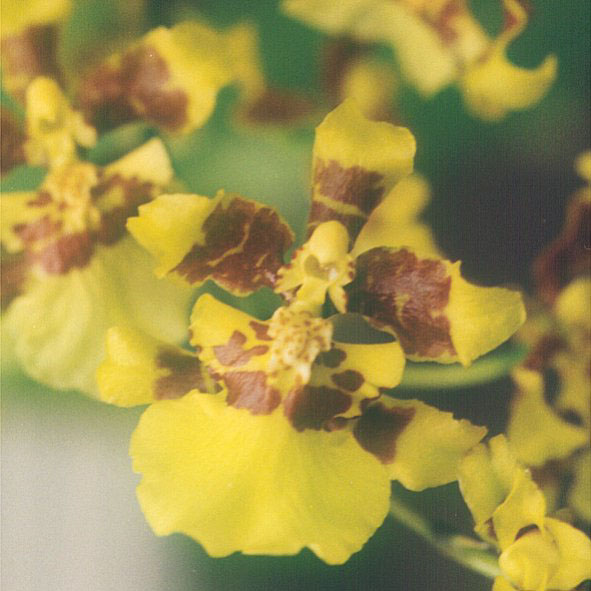
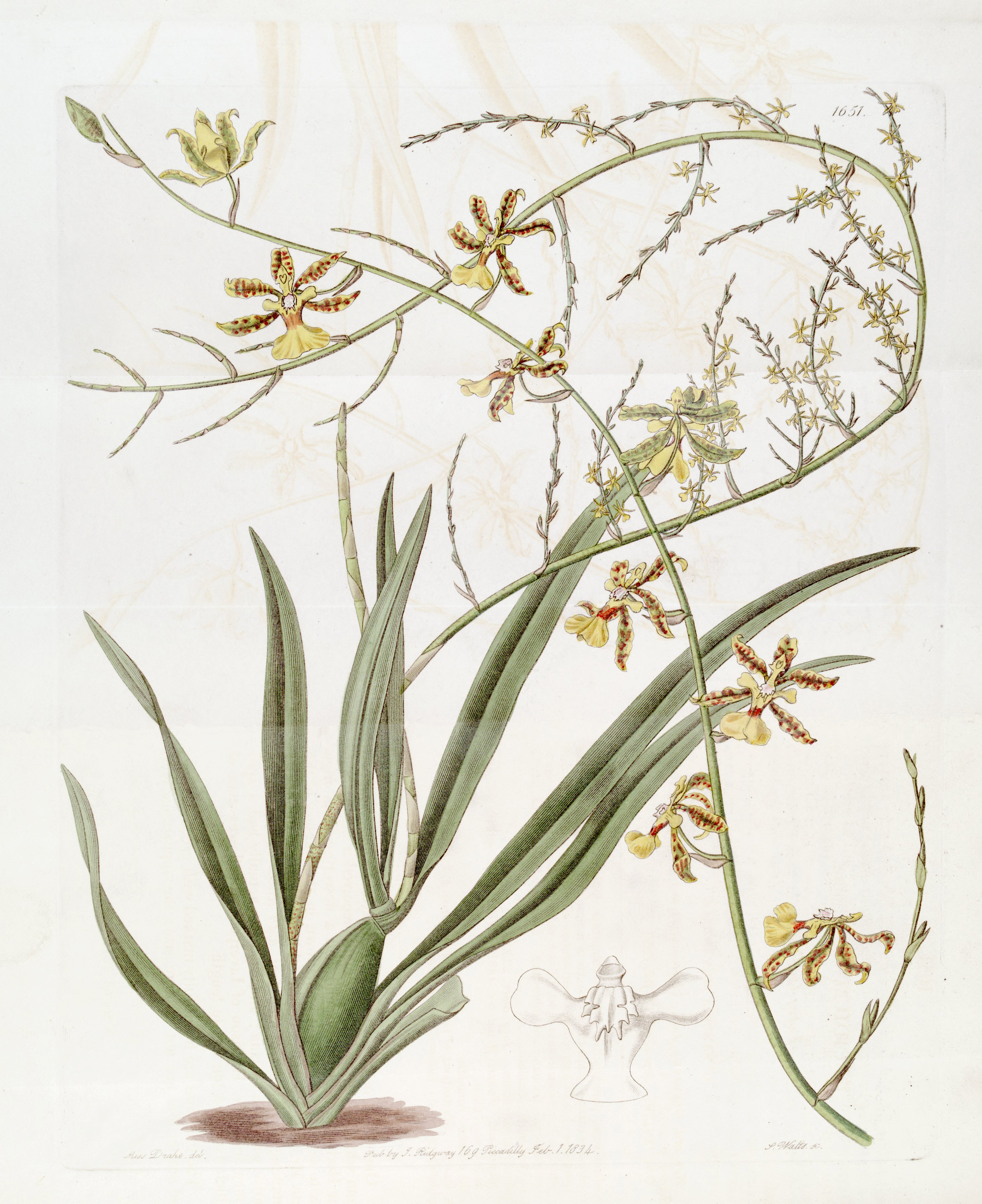
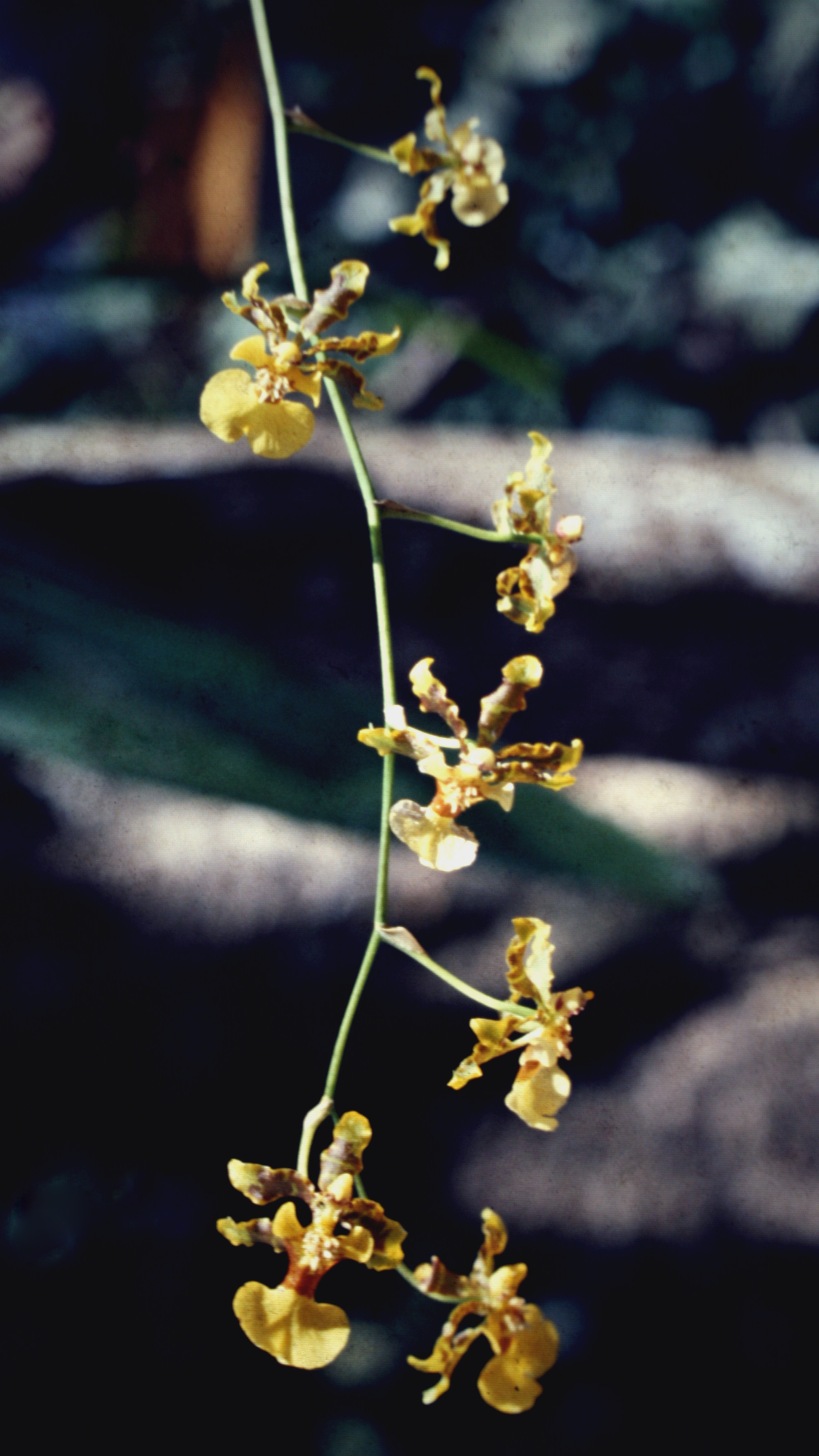
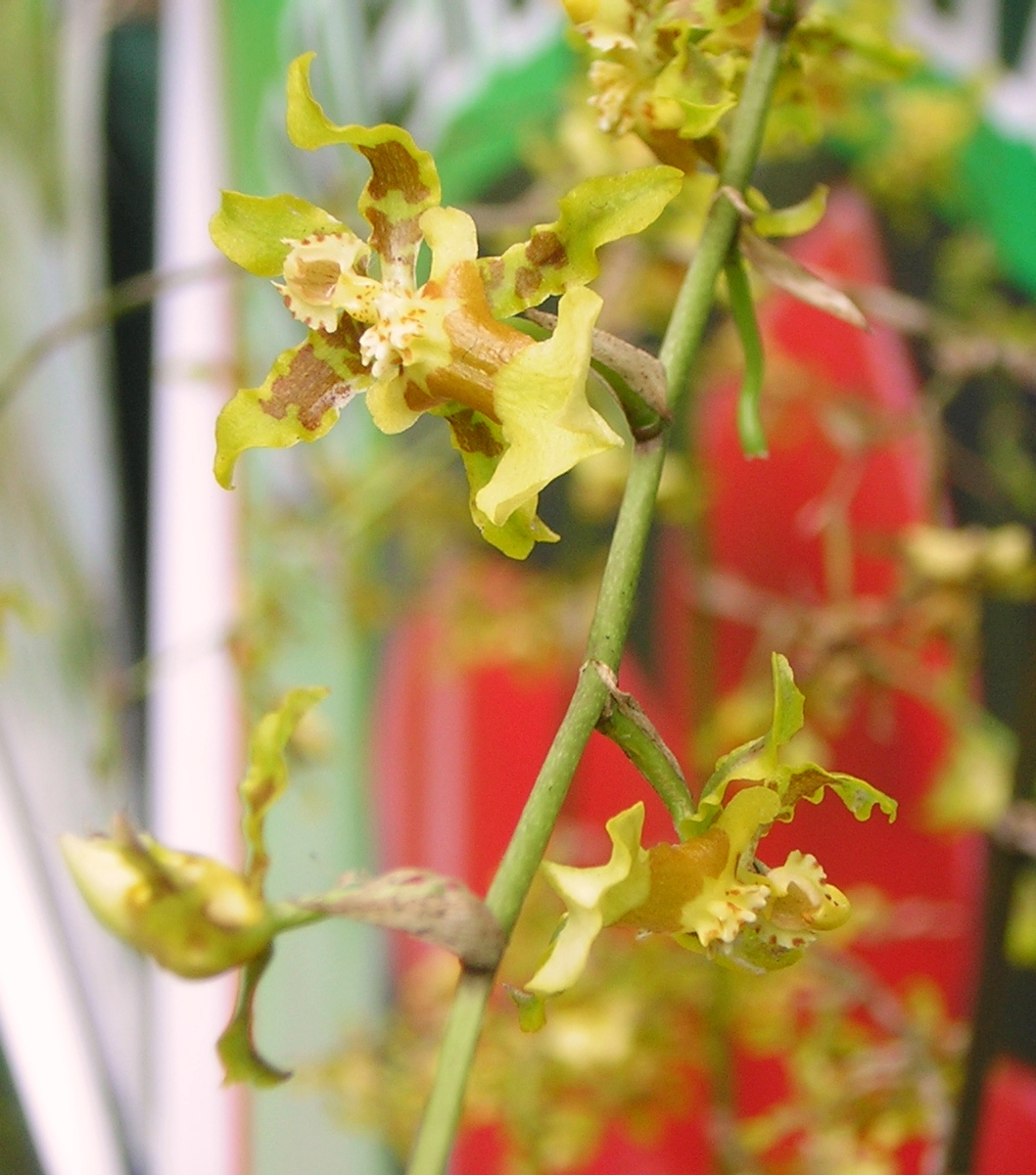